# Borzsavölgyi Kisvasút
A Borzsavölgyi Kisvasút (ukránul: Боржавська вузькоколійна залізниця, magyar átírásban: Borzsavszka vuzkokolijna zaliznicja) keskeny nyomközű vasút Ukrajnában. Kárpátalja egyetlen ma is üzemelő kisvasútja.
A kisvasút egy szabálytalan háromágú csillagot ír le. A vasút főbb végállomásai Beregszászon és Nagyszőlősön vannak. A hálózat csillagpontja pedig – amely egy elágazóállomás – Komlóson található.
A vasút teljes hossza 123 km, a vágányok nyomtávolsága 750 mm.
A vasút üzemeltetője az Ukrán Vasutak érdekeltségébe tartozó Lvivi Vasút Ungvári Igazgatósága.
2018. augusztusától csak a Nagyszőlős és Komlós közötti 20 km-es pályaszakaszon járnak menetrend szerinti személyszállító vonatok.  A Beregszász és Komlós közötti szakaszt üzemi célokra használják, ugyanis a fűtőház Beregszászon található.

## Története
A Borzsavölgyi Kisvasút első szakaszát 1908. december 23-án állították üzembe.